# Макапа (микрорегион)

Макапа на карте.

Макапа (порт. Microrregião de Macapá) — микрорегион в Бразилии, входит в штат Амапа. Составная часть мезорегиона Юг штата Амапа. Население составляет 546 190 человек (на 2010 год). Площадь — 38 583,869 км². Плотность населения — 14,16 чел./км².

## Демография
Согласно сведениям, собранным в ходе переписи 2010 г. Национальным институтом географии и статистики (IBGE), население микрорегиона составляет:
| Полное население                             | Полное население                             | Полное население                             | Полное население                             | 546 190 |
| -------------------------------------------- | -------------------------------------------- | -------------------------------------------- | -------------------------------------------- | ------- |
| в том числе:                                 | Городское население                          | 508 043                                      | Процент городского населения, %              | 93,02   |
|                                              | Сельское население                           | 38 147                                       | Процент сельского населения, %               | 6,98    |
|                                              | Мужское население                            | 270 888                                      | Процент мужского населения, %                | 49,60   |
|                                              | Женское население                            | 275 302                                      | Процент женского населения, %                | 50,40   |
| Плотность населения, чел/км²                 | Плотность населения, чел/км²                 | Плотность населения, чел/км²                 | Плотность населения, чел/км²                 | 14,16   |
| Население микрорегиона в % к населению штата | Население микрорегиона в % к населению штата | Население микрорегиона в % к населению штата | Население микрорегиона в % к населению штата | 81,58   |

## Состав микрорегиона
В составе микрорегиона включены следующие муниципалитеты:
1. Кутиас
2. Феррейра-Гомис
3. Итаубал-ду-Пиририн
4. Макапа
5. Педра-Бранка-ду-Амапари
6. Порту-Гранди
7. Сантана
8. Серра-ду-Навиу